# Pseudaphycus websteri
Pseudaphycus websteri är en stekelart som beskrevs av Timberlake 1916. Pseudaphycus websteri ingår i släktet Pseudaphycus och familjen sköldlussteklar. Inga underarter finns listade i Catalogue of Life.